# 景芳
景芳（15世紀—16世紀），字德馨，山東兗州府曹州定陶縣人，明朝政治人物。

## 生平
景芳原籍陜西涇州，曾祖景宗擔任定陶縣丞，在任內去世，因貧窮難送棺木回鄉，因而占籍當地；他則是成化十九年（1483年）的舉人，授臨漳知縣，人民陳恕的母親告陳恕不孝，他用恩義曉喻對方成為孝子；漳水水漲令城門幾乎倒塌，他就設法捍禦令城能保全，又出資二千餘兩賑濟因水災漂流的鄉民，同時於縣西南築河堤防患，人稱「景公堤」。九年後考績遷任平定知州，莊重有威嚴，不接受私謁，重視學校、禮待耆儒，發奸摘伏，改任慶陽同知，但未就任已經去世。
在臨漳縣和平定州的文獻都記載了關於他斷案的事件：臨漳縣有鄉民劉文進的驢子被盜，剛巧另一位鄉民劉文增買了一隻樣子相近的驢，因而告上衙門，他就放開驢子，牠逕自走入文增家中，文進就知道自己誤會了；平定州有盜羊者被捕但不服，他就暗中令人拿著盜賊帽子到其家取羊，其家位置隱蔽，拿出羊皮還給他人，盜賊伏誅。

## 引用
1. 1 2  嘉慶《耀州志·卷七·人物志》：景芳，字德馨，原籍陜西涇州人，曾祖景宗以明經起家，永樂間任定陶縣丞有惠政，士民懷之，卒於官，貧難歸櫬，因占籍焉。三傳及芳，中成化癸卯科舉人，知臨漳縣，民有陳恕母告恕不孝，芳以恩義曉喻之遂化為孝子；有劉文進者驢被盜，值劉文增買一驢類一己者遂訟於官，各稱來歷久不服，芳縱驢所之，徑入文增家，文進乃服其誤。俯漳水城門幾翊圯，芳設法捍禦，卒全其城，九載考績遷平定州知州，復遷慶陽府同知。
2. ↑  光緒《臨漳縣志·卷七·列傳》：景芳，山東定陶舉人，時漳水泛漲壞民田居，申請發粟賑濟，不足又出己資二千餘兩給之，民賴全活，又於縣西南築隄防患，人稱「景公隄」。里民陳恕母告不孝，芳不加責治，惟陳人倫孝行，恕大感悟，至鬻子女以供母，芳又捐俸以贖，不令分離，邑為之感化，遷知州。 舊志
3. ↑  光緒《平定州志·卷六·職官志》：景芳 知平定州，莊重有威，不受私謁，雅厚學校，禮待耆儒，發奸摘伏；時有盜羊者捕詰之，盜不服，乃潛令一隸持盜帽即其家取羊，其家於秘處，取皮還隸，盜伏辜他多類此，祀名宦。
4. ↑  《古今圖書集成·明倫彙編·氏族典·卷四百四十三》：景芳 按《萬姓統譜》：「芳字德馨，定陶人。性孝友淳慤，中成化癸卯鄉試，選授臨漳令。生員有牛舜臣者，貧不能娶，芳即捐俸以完其婚。民有陳恕母告恕不孝，芳以恩意曉諭之，遂感為孝子。值漳水大漲，城門幾圯，芳設法捍禦之，卒全其城。鄉民漂沒者，尢極力振恤不少懈。九載考績，遷知平定州，復遷慶陽府同知，尋卒。」